# Mauchamps
Mauchamps település Franciaországban, Essonne megyében. Lakosainak száma 379 fő (2022. január 1.). Mauchamps Boissy-sous-Saint-Yon, Étréchy, Chamarande és Saint-Sulpice-de-Favières községekkel határos.

## Népesség
A település népességének változása:
| Lakosok száma | 276  | 270  | 275  | 275  | 278  | 289  | 331  | 371  | 379  |
|               | 2013 | 2015 | 2016 | 2017 | 2018 | 2019 | 2020 | 2021 | 2022 |